# Sowetski Sport

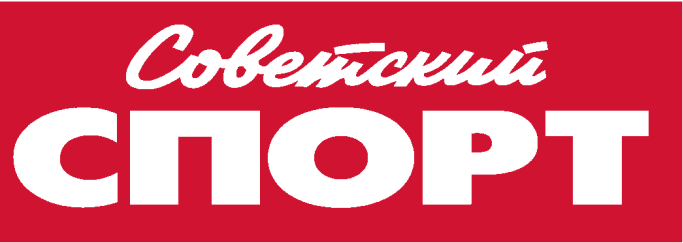

Sowetski Sport (zu Deutsch „Sowjetischer Sport“; russisch Советский спорт) ist eine russischsprachige, täglich erscheinende Sportzeitung, die in Moskau herausgegeben wird. Sie erschien erstmals am  20. Juli 1924 noch unter dem Titel „Красный спорт“ (dt.: „Roter Sport“), ihren heutigen Titel erhielt sie 1946. Ihren Titel behielt sich auch nach dem Zerfall der Sowjetunion.
Die Zeitung erscheint im Verlagshaus Komsomolskaja Prawda, das auch die gleichnamige Tageszeitung herausgibt. Mitherausgeber ist das Olympische Komitee Russlands.